# Jim Folsom sr.
James Elisha Folsom Senior (ur. 9 października 1908, zm. 21 listopada 1987) – amerykański polityk demokratyczny z Alabamy.
Dwukrotnie pełnił urząd gubernatora tego stanu w latach 1947–1951 i 1955–1959. Jako pierwszy południowy gubernator zaczął obejmować ludność kolorową integracją i usiłował rozszerzyć jej prawa obywatelskie.
W 1962 ponownie kandydował w prawyborach przeciwko swemu wieloletniemu protegowanemu George’owi Wallace’owi, ale tym razem przegrał.
Jego syn, Jim Folsom jr., również pełnił urząd gubernatora Alabamy (1993–1995).